# Armia Radzieckiej Łotwy

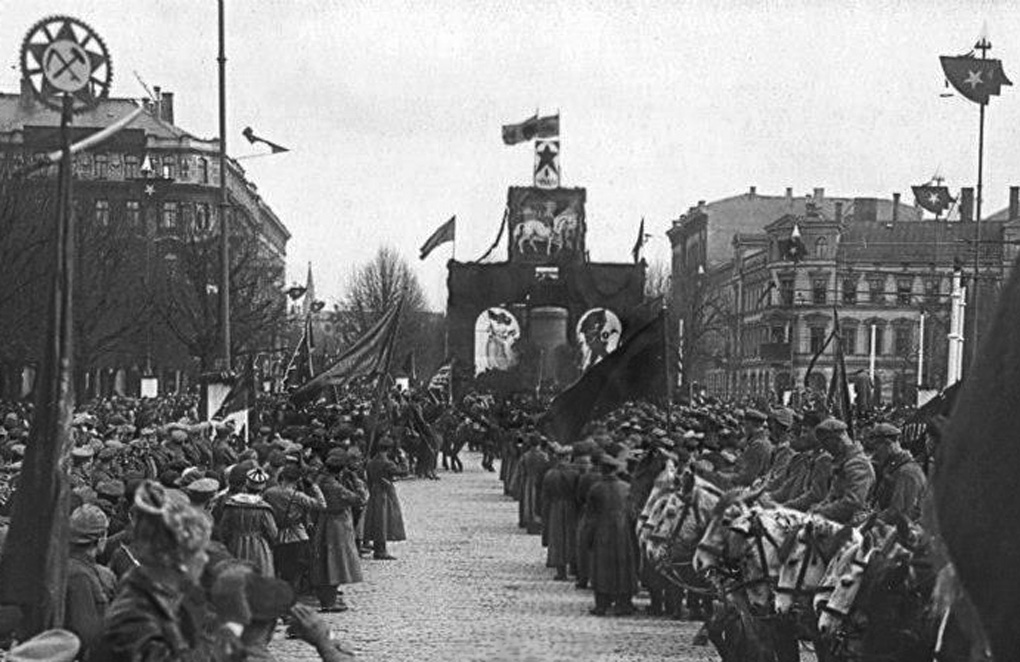
Żołnierze Armii Radzieckiej Łotwy w Rydze 1 maja 1919 roku

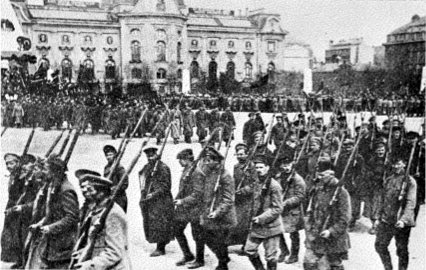
Żołnierze Armii Radzieckiej Łotwy podczas parady w Rydze 1 maja 1919 roku

Armia Radzieckiej Łotwy, ros. Армия Советской Латвии - Armija Sowietskoj Łatwii, inaczej Czerwona Armia Łotewska – jedna z armii radzieckich okresu wojny domowej w Rosji (1917–1921).

## Struktura organizacyjna, formowanie i działania
Została utworzona 4 stycznia 1919 roku w Rydze na bazie Armijnej Grupy Łotwy, utworzonej 8 grudnia roku poprzedniego przez sztab generalny Armii Czerwonej w czasie przygotowań do ofensywy na ziemiach łotewskich, w składzie Armii Zachodniej, a od 27 grudnia – 7 Armii. Trzon Armijnej Grupy Łotwy tworzyła z kolei 1 Dywizja Strzelców Łotewskich, utworzona jako Dywizja Łotewska 13 kwietnia 1918 roku i licząca wówczas 17–18 tysięcy żołnierzy.  
W grudniu 1918 roku Armijna Grupa Łotwy zajęła całość ziem wschodniej Łotwy i 3 stycznia opanowała Rygę. Dzień później rząd Łotewskiej Socjalistycznej Republiki Radzieckiej, proklamowanej w połowie grudnia, w porozumieniu z rządem Rosji Radzieckiej ogłosił przekształcenie Armijnej Grupy Łotwy w Armię Radzieckiej Łotwy. Jej dowódcą został mianowany Jukums Vācietis, jego zastępcą – Pēteris Avens. W skład Armii Radzieckiej Łotwy wchodziły w tym momencie 1 dywizja strzelecka Armii Radzieckiej Łotwy (dawna Dywizja Łotewska) i 2 Nowogrodzka dywizja strzelecka (tylko w styczniu 1919 roku). W Rydze rozpoczęto formowanie 2 dywizji strzeleckiej Armii Radzieckiej Łotwy (2 Dywizji Strzelców Łotewskich), która została oficjalnie włączona do Armii Radzieckiej Łotwy 12 lutego 1919 roku. Między 7 a 19 lutego 1919 roku Armia wchodziła w skład Frontu Północnego Armii Czerwonej, następnie Frontu Zachodniego.
Przed Armią Radzieckiej Łotwy postawione zostało zadanie wyparcia jednostek niemieckich, walczących po stronie Rządu Tymczasowego Łotwy, z całości ziem łotewskich. W styczniu i lutym 1919 roku Armia kontynuowała ofensywę w kierunku zachodnim i południowo-zachodnim, dążąc do opanowania całej Kurlandii. W dniach 9–10 stycznia lokalne organizacje bolszewickie wszczęły zbrojne powstania w Mitawie, Bauskiej i Tukums, ułatwiając oddziałom Radzieckiej Armii Łotwy zajęcie tych miast. 13 stycznia jednostki Armii Radzieckiej Łotwy zajęły Talsi, w tym samym czasie i krótko potem opanowane zostały Mitawa (13 stycznia), Dobele (15 stycznia) i Saldus (20 stycznia). 22 stycznia Armia Radzieckiej Łotwy zajęła Skrundę, 24 – Ezere, 27 – Kuldygę i 31 stycznia – Windawę. W ostatnim z tych miast również wejście Armii Czerwonej do miasta poprzedziło powstanie miejscowych bolszewików. Armii nie udało się zrealizować wszystkich celów zaplanowanej ofensywy – Bałtycka Landeswehra przeszła do obrony na linii biegnącej od wybrzeża bałtyckiego, przez Aizpute i dalej na zachód od Skrundy. Rząd Tymczasowy Republiki Łotewskiej wycofał się do Lipawy. Miasto to oraz powiaty Grobiņa i Aizpute w końcu lutego 1919 roku były jedyną częścią Łotwy, której nie kontrolowali bolszewicy.
18 stycznia 1919 roku jednostki Armii Radzieckiej Łotwy podjęły również działania przeciwko armii niepodległej Estonii. Prowadzone znad granicy łotewsko-estońskiej, miały one na celu powstrzymanie estońskiej ofensywy przeciwko Estońskiej Komunie Ludu Pracującego. Siły łotewskich bolszewików były słabsze niż oddziały estońskie (6 tysięcy przeciwko 10 tysiącom żołnierzy) i zdołały tylko na krótko powstrzymać estoński marsz na Narwę, zdobytą w końcu stycznia 1919 roku. W połowie lutego jednostki Armii Radzieckiej Łotwy podjęły kolejne natarcie przeciwko Estończykom spod Valmiery i Valki, równocześnie z działaniami innych oddziałów Armii Czerwonej, atakujących Estonię od Pskowa. W tym samym czasie oddziały Armii Radzieckiej Łotwy znajdujące się w północnej Kurlandii przeszły po zamarzniętych wodach Bałtyku, by zająć estońskie wyspy Muhu i Saremę. Aby zlikwidować zagrożenie dla Estonii wychodzące z obszaru Łotewskiej Socjalistycznej Republiki Radzieckiej, armia estońska w lutym 1919 roku ponownie uderzyła na wschodni odcinek północnego frontu Armii Radzieckiej Łotwy i 21 lutego po ciężkich walkach zdobyła Alūksne. Próby kontrnatarcia podejmowane przez Armię Radzieckiej Łotwy w styczniu zakończyły się niepowodzeniem; dopiero 31 marca kolejna kontrakcja bolszewików doprowadziła do odzyskania miasta. 
W lutym i marcu 1919 roku Armia Radzieckiej Łotwy straciła również większość zajętych wcześniej terytoriów Kurlandii i Semigalii. Na froncie kurlandzkim jednostki niemieckie, systematycznie wzmacniane w styczniu i lutym 1919 roku, osiągnęły trzykrotną przewagę liczebną nad oddziałami radzieckimi. Jednostki niemieckie – Bałtycka Landeswehra, Żelazna Brygada (następnie Dywizja), 1 Rezerwowa Dywizja Gwardii – pod ogólnym dowództwem generała Rüdigera von der Goltza przeprowadziły udaną kontrofensywę, spychając jednostki Armii Radzieckiej Łotwy dowodzone przez Ansisa Daumanisa na wschodni brzeg Lelupy. Do maja na linii rzeki ustabilizował się front niemiecko-radziecki na Łotwie. 
W marcu 1919 roku cała Armia Radzieckiej Łotwy liczyła 17 000 bagnetów, 1700 szabel, 364 karabiny maszynowe, 54 działa, 7 pociągów pancernych, 2 samochody pancerne oraz 16 samolotów.
W maju 1919 roku do Armii Radzieckiej Łotwy włączono Litewską Dywizję Strzelców oraz grupy wojsk Aluksnieńską i Marienburską. W końcu maja 1919 roku Armia Radzieckiej Łotwy nie zdołała obronić Rygi przed kolejną niemiecką ofensywą. W tym samym czasie działania 2 Estońskiej Dywizji Piechoty, która zdobyła Psków i kierowała się stamtąd na Porchow i Ostrow, zagroziły prawemu skrzydłu wojsk radzieckich na Łotwie oskrzydleniem. Estończycy podjęli próbę oskrzydlenia wojsk radzieckich, które odeszły na wschód od Rygi. Na przestrzeni 60-kilometrowego odcinka drogi z Rygi do Pskowa doszło do kilkudniowej bitwy estońsko-radzieckiej. Armia Radzieckiej Łotwy, zagrożona równocześnie przez wojska niemieckie od zachodu i estońskie od północy i północnego wschodu, została zmuszona do pośpiesznego wycofania się do Łatgalii, w kierunku Dyneburga i Rzeżycy. 31 maja jej jednostki opuściły Cēsis, 4 czerwca – Madonę, natomiast 5 czerwca Jēkabpils.
30 maja 1919 roku dowódca Armii Radzieckiej Łotwy raportował naczelnemu dowództwu Armii Czerwonej, że jego siły były zbyt szczupłe, by podjąć próbę odzyskania Rygi. Pośpieszna ewakuacja z Inflant do Łatgalii sprawiła, że wśród jednostek Armii Radzieckiej Łotwy zapanowała panika, a względny porządek w nich zaprowadzono dopiero w połowie miesiąca. Stało się to już po przekształceniu Armii Radzieckiej Łotwy w 15 Armię, część Frontu Zachodniego. Decyzja w tej sprawie została wydana 7 czerwca, gdy dowództwo Armii Czerwonej doszło do wniosku, że utrzymywanie formalnie odrębnych sił zbrojnych łotewskich bolszewików przestało mieć sens. 

## Dowódcy[3]
- Jukums Vācietis (6 stycznia 1919 – 10 marca 1919)
- Pēteris Slavens (10 marca 1919 – 7 czerwca 1919)